# Praskoleská lípa

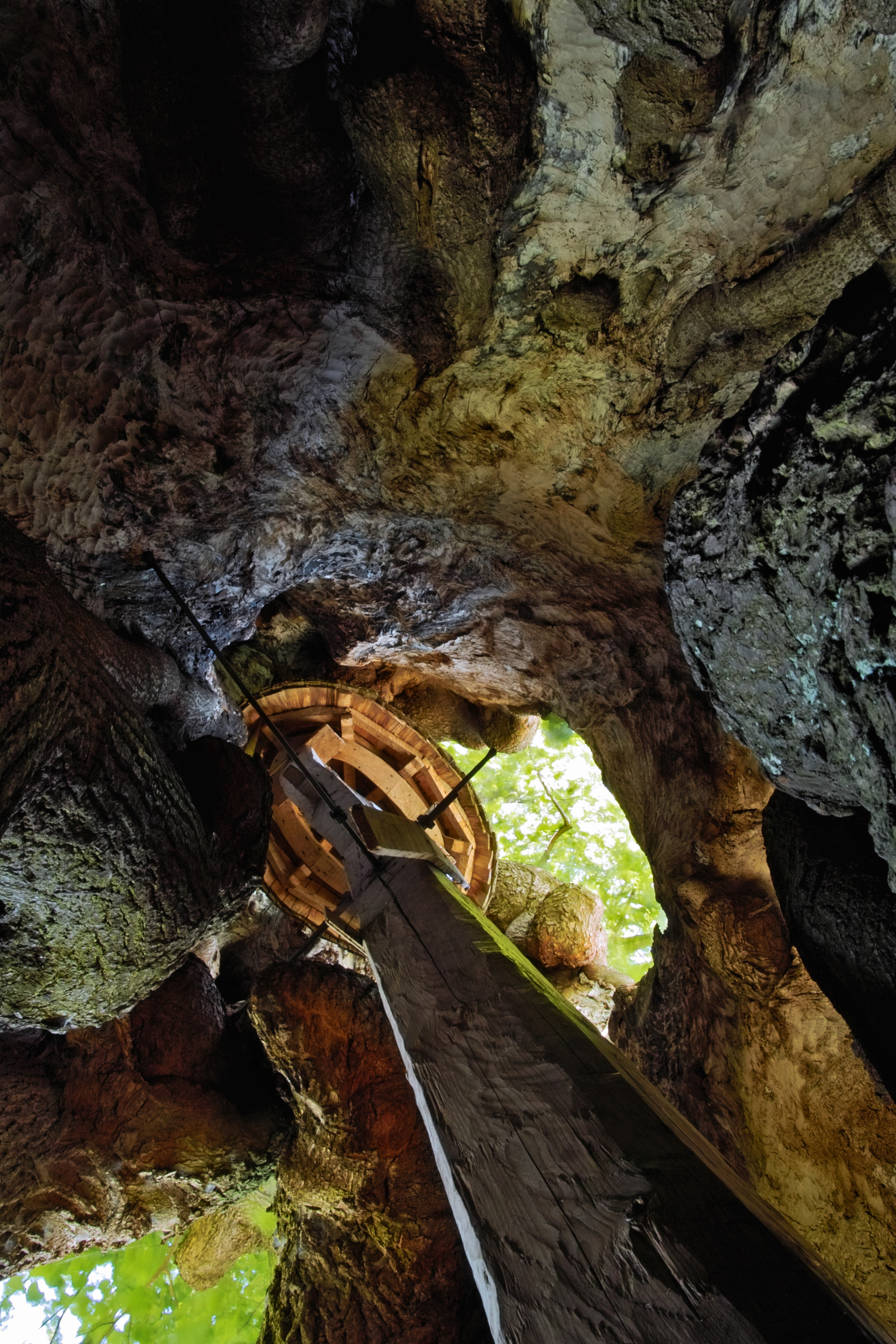
dutina se zvoničkou

Praskoleská lípa patří k našim nejstarším a nejmohutnějším památným stromům. Jako starý památný strom byla uváděna již v časopisu Háj roku 1874, později se jí ve svém díle věnoval i Jan Evangelista Chadt-Ševětínský. Bývá označována i jako jeden z nejvýznamnějších památných stromů naší vlasti.
V roce 2020 se lípa dostala do finále soutěže Strom roku.

## Základní údaje
- název: Praskoleská lípa
- výška: 23 m[1], 19 m[2]
- obvod: 790 cm (1874) ¹)[4], 820 (1958)[5], 920 (1983)[5], 900 (1994)[5][1], 920 (2001)[2], 927 (2004)[6]
- věk: 500 let[2], 800 let[7]
- sanace: kolem r. 2000, vyčištění dutiny, prořez
- souřadnice: 49°10'31.37"N, 15°21'17.36"E

¹) V časopisu Český lid uvádí Chadt obvod 790 cm, v jiném čísle 25 stop. V knize Památné stromy pak 750 cm. Ve všech třech případech se odkazuje na stejný zdroj, „Háj r. 1874 III. 104“.
Věk lípy je obvkyle udáván kolem 800 let (tento údaj je napsán i na informační tabuli ve stromu z roku 2005). Ing. Bohumil Reš uvádí jen 500 let.

## Stav stromu a údržba
Kmen je poměrně pravidelný, mohutný a dutý, dělí se ve dva terminály. Dutina je otevřena vysokou prasklinou až k zemi, kterou lze pohodlně vstoupit. Dutinou prorůstají adventivní kořeny, otvory nejsou zakryté.
Strom podstoupil sanaci kolem roku 2000, bylo odstraněno veškeré odumřelé dřevo z dutiny a proveden redukční řez koruny.

## Další zajímavosti
Lípě byl věnován prostor v televizním pořadu Paměť stromů, konkrétně v dílu č.15: Stromy s NEJ. V roce 2001 došlo k obnovení tradice (původně z konce 19. století) a v dutině stromu byla znovu umístěna zvonička.

## Památné a významné stromy v okolí

### Mladší Praskoleská lípa
- druh: lípa srdčitá (Tilia cordata)
- výška: 29 m
- obvod: 440 cm
- chráněna: od 15. listopadu 1990

Nedaleko staré lípy velkolisté roste ještě mladší památná lípa malolistá, která je kolem 300 let stará.